# Francesco Pantaleo Gabrieli
Francesco Maria Pantaleo Gabrieli (Calimera, 4 ottobre 1888 – Roma, 15 luglio 1962) è stato un magistrato italiano.
È stato Presidente di sezione della Corte di cassazione.

È stato eletto giudice della Corte costituzionale dai magistrati della Corte di cassazione il 13 novembre 1955 e ha giurato il 15 dicembre 1955. È cessato dalla carica il 15 luglio 1962.